# Kościół św. Marcina w Podwilczu
Kościół pw. św. Marcina w Podwilczu – rzymskokatolicki kościół filialny parafii Podwyższenia Krzyża Świętego, należący do dekanatu Białogard, diecezji koszalińsko-kołobrzeskiej, metropolii szczecińsko-kamieńskiej, w Podwilczu, w województwie zachodniopomorskim.
Odpust w kościele pw. św. Marcina odbywa się 11 listopada we wspomnienie świętego patrona.
Kościół wpisany do rejestru zabytków pod numerem A-463 decyzją z dnia 30 października 1956 roku.

## Historia
Kościół wybudowano w XV/XVI w. Z tego okresu pochodzi wieża. Nawa powstała po 1891 roku. Pierwotnie była to świątynia ewangelicka. 

## Architektura
Budowla została wzniesiona z naturalnego kamienia polnego, zespolonego na zaprawie wapiennej. Nawa główna — zarówno ściany zewnętrzne, jak i wewnętrzne — jest w całości wykonana z cegły. Kościół otoczony jest murem z kamieni, w którego części wydzielona została kapliczka z figurą Matki Boskiej.

## Wyposażenie
Opracowano na podstawie źródła.
- witraż secesyjny z I poł. XX w.,
- dekoracja stropu,
- empora organowa z fisharmonią z ok. 1900 r.,
- mesa ołtarzowa,
- retabulum ołtarza głównego z lat 30. XX w.,
- chrzcielnica w stylu barokowym  z XVII w.,
- kropielnica z lat 90. XIX w.,
- krucyfiks z ok. 1900 r.,
- dzwon w stylu renesansowym z 1567 r.,
- krata bramy kościelnej z ok. 1900 r.